# Pota de cavall groga
La pota de cavall groga (Scleroderma citrinum) és una espècie de fong verinós de l'ordre dels boletals (Boletales). És l'espècie més comuna dins del gènere Scleroderma al Regne Unit.
Es gregari, creix en colònies de nombrosos individus en boscos d'arbres latifolis des de finals de l'estiu a la tardor. És molt comú en les castanyedes.
Aquesta espècie pot ser paratitzada pel fong Pseudoboletus parasiticus.

## Comestibilitat
La ingestió de Scleroderma citrinum pot causar problemes gastrointestinals en els humans i altres animals, a més d'altres símptomes (per exemple lacrimació, conjuntivitis) per exposició a les seves espores.